# Penny Tration
Penny Tration, nombre artístico de Anthony "Tony" Cody (12 de octubre de 1972), es una drag queen estadounidense. Penny Tration compitió en la quinta temporada de RuPaul's Drag Race, donde fue la primera en ser eliminada.

## Primeros años
Anthony "Tony" Cody se crio en Los Ángeles.

## Carrera
Penny Tration ha sido descrita como una de las principales artistas drag de Cincinnati. Su nombre drag original era The Drag Queen Helga. Fundó The Cabaret above Below Zero Lounge, y ha actuado en el K-State Drag Show anual muchas veces.
Penny Tration compitió en la quinta temporada de RuPaul's Drag Race. Ella fue la concursante de mayor edad de la temporada, compitiendo a la edad de 39 años. Los fanáticos votaron para que entrase en el programa y fue la primera concursante eliminada, ubicándose en el decimocuarto puesto de la competición. En el primer episodio de la temporada, titulado RuPaullywood or Bust, quedó entre las dos últimos de un desafío de diseño y perdió una batalla de lip sync contra Serena ChaCha bajo la canción "Party in the U.S.A." de Miley Cyrus, al no haberse aprendido la letra de la canción. Actualmente Penny Tration continúa actuando, principalmente en Ohio.
Fuera del drag, Cody ha sido camarero y ha hecho y vendido pelucas. También fue gerente de producto para una empresa de diseño.

## Vida personal
Cody actualmente reside en Ohio y está casado.

## Filmografía

### Cine
| Año  | Título       | Papel      | Notas        |
| ---- | ------------ | ---------- | ------------ |
| 2013 | Brett & Kyle | Anfitriona | Cortometraje |

### Televisión
| Año  | Título                             | Papel         | Notas       |
| ---- | ---------------------------------- | ------------- | ----------- |
| 2005 | All Saints                         | Drag Queen #2 | 1 episodio  |
| 2013 | RuPaul's Drag Race (5.ª temporada) | Concursante   | 2 episodios |
| 2013 | Drag Race: Untucked                | Concursante   | 1 episodio  |
| 2018 | You Can't Ask That                 | Daniel Floyd  | 1 episodio  |